# Швецова, Людмила Ивановна
Людмила Ивановна Швецо́ва  (урожд. Одинцо́ва; 24 сентября 1949, Алма-Ата — 29 октября 2014, Москва) — российский государственный и политический деятель.
Заместитель председателя Государственной думы Федерального собрания Российской Федерации VI созыва от «Единой России» с 21 декабря 2011 года по 29 октября 2014 года.
Ранее являлась председателем Центрального Совета Всесоюзной пионерской организации имени В. И. Ленина при ЦК ВЛКСМ (1984—86 гг.); заместителем мэра в правительстве Москвы (2000—11 гг.).
Президент общероссийской общественной организации Общество «Знание» России, кандидат политических наук, профессор, заведующая кафедрой гендерных исследований (теория «женского равноправия и лидерства») РГГУ.

## Биография
Родилась 24 сентября 1949 года в Алма-Ате. Отец — Иван Васильевич Одинцов (1922—2002), кадровый военный, участник Великой Отечественной войны, награждён многими государственными наградами. Мать — Вера Григорьевна Одинцова (22.06.1922—11.01.1972), преподавала английский язык.
Окончила физико-математическую школу в Ростове-на-Дону с серебряной медалью. В школьные годы работала диктором детских пионерских передач телевидения, за что Ростовским обкомом КПСС ей было дано направление на поступление в Московский государственный институт международных отношений, а также в театральное училище. Однако она данными направлениями не воспользовалась и в 1967 году поступила в Харьковский авиационный институт, который окончила в 1973 году по специальности «инженер-механик» по самолётостроению.
После окончания института Швецова начала работать конструктором в ОКБ имени Антонова, однако по специальности она проработала только два года: уже в 1975 году перешла на комсомольскую работу, став секретарём Ленинградского райкома комсомола Киева. Позднее стала заведующей отделом научной молодёжи, секретарём ЦК ЛКСМ Украины.
В 1983—1986 годах секретарь ЦК ВЛКСМ, председатель Центрального Совета Всесоюзной пионерской организации. Как секретарь ЦК ВЛКСМ Л. Швецова занималась не только работой с детскими и молодёжными организациями, педагогическими объединениями, но также курировала деятельность Всесоюзного студенческого строительного отряда (ВССО) и участвовала в решении проблем вновь появившихся, сходных с ВССО, отрядов КМСО движения МЖК. Швецова также принимала участие в организации «Олимпиады-80» и Всемирного фестиваля молодёжи и студентов в 1985 году, за что была удостоена высоких государственных наград — орденов «Знак Почёта» (1981) и Трудового Красного Знамени (1986).
В 1986—1991 годах работа в секретариате аппарата Верховного Совета СССР, съезда народных депутатов СССР, в котором с 1989 года возглавила отдел наград, с 1990 года была назначена руководителем аппарата.
С 1991 по 1992 год — председатель Комитета по делам семьи и женщин при Кабинете Министров СССР.
Член Центральной ревизионной комиссии КПСС (1986—1990), член ЦК КПСС (1990—1991).
C 1992 по 1993 год — руководитель группы генеральной экспертизы при Высшем экономическом совете Верховного Совета РФ. В том же году была избрана президентом фонда «Женская инициатива», а год спустя стала вице-президентом Информационно-издательского Содружества «Атлантида» и сопредседателем Конфедерации «Женская Лига». Некоторое время Швецова работала в коммерческой структуре, где являлась советником по связям с общественностью.
В апреле 1994 года Швецова была назначена руководителем департамента общественных и межрегиональных связей правительства города Москвы, возглавляемого Ю. М. Лужковым.
Швецова окончила аспирантуру Российского государственного социального университета и в 1997 году защитила диссертацию «Интеграция женщин в политику. 1970—1990-е годы» на соискание учёной степени кандидата политических наук.
В 1998—2002 годах, находясь в подчинении Юрия Лужкова, входила в состав его политического движения «Отечество».
21 января 2000 года была назначена Лужковым на должность первого заместителя мэра Москвы, руководителем комплекса социальной сферы.
В 2001 году была назначена членом коллегии Министерства культуры Российской Федерации.
В октябре 2009 года, вместе с Лужковым, приняла участие в выборах депутатов Мосгордумы от «Единой России», но от полученного депутатского мандата, как и Лужков, отказалась.
После того, как 8 сентября 2010 года президент России Д. А. Медведев отправил Ю. Лужкова в отставку в связи с утратой доверия, в отставку были также отправлены все члены правительства города, в том числе и Швецова, с сохранением полномочий до назначения нового правительства столицы. В октябре того же года «Единая Россия» представила главе государства список кандидатов на пост мэра Москвы, в который вошли С. Собянин, И. Левитин, В. Шанцев и Швецова.
21 октября 2010 года Собянин, которого поддержало абсолютное большинство депутатов Мосгордумы, официально вступил в должность мэра Москвы. В том же месяце было сформировано новое правительство, в котором Швецова продолжила выполнять обязанности ответственной за социальный блок, однако уже в должности заместителя мэра Москвы.
Осенью 2011 года Швецова вошла в московский партийный список «Единой России» на выборах в Госдуму.
4 декабря 2011 года избрана депутатом Государственной думы VI созыва.
12 декабря 2011 года Швецова и первый заместитель мэра Москвы Владимир Ресин были отправлены в отставку в связи с переходом на работу в Госдуму. 21 декабря на первом заседании новой Думы назначена вице-спикером. В должности заместителя Председателя Государственной Думы РФ курирует Комитет ГД по труду, социальной политике и делам ветеранов, Комитет ГД по образованию, Комитет ГД по вопросам семьи, женщин и детей, Комитет ГД по культуре и Комитет ГД по делам общественных объединений и религиозных организаций.
В мае 2013 года Швецова была избрана сопредседателем «Национальной родительской ассоциации».
На Выборах мэра Москвы (2013) являлась главой предвыборного штаба исполняющего обязанности мэра Москвы Сергея Собянина.
29 апреля 2014 года против неё были введены ограничительные санкции Европейского союза. Была исключена из европейского санкционного списка после смерти.
Л. Швецова — президент Ассоциации исследователей детского движения (с 1991 года), член Исполкома Международного Женского Форума. В октябре 2011 года избрана вице-президентом Международного Женского Форума, а в октябре 2013 года — президентом МЖФ.
Является автором многочисленных публикаций по проблемам детского, молодёжного, женского движения, социальной политики.
28 марта 2013 года на XV съезде избрана президентом Общероссийской общественной организации Общество «Знание» России. Летом 2013 года вошла в Попечительский совет благотворительного Фонда «Мир и Любовь».
Скончалась в ночь на 29 октября 2014 года в Москве на 66-м году жизни в результате продолжительной болезни. Освободившийся мандат депутата ГД перешёл Николаю Антошкину. Панихида состоялась 31 октября в Колонном зале Дома союзов, церемония обошлась правительству Москвы в 4 млн рублей. Похоронена на Троекуровском кладбище (уч. 6) рядом с сыном.

## Личная жизнь
Супруг — Анатолий Андреевич Швецов (1949—1994). Сын Алексей (14.02.1978 — 01.10.2004), разбился на мопеде.
Есть внучка.
Согласно декларации за 2009 год, доход Швецовой составил 7,43 миллиона рублей. Она владела двумя земельными участками (площадью 15 и 20 соток), квартирой, домом и подсобным помещением, а также двумя автомобилями. Доход Швецовой за 2011 год составил 11,5 млн рублей.

## Награды и звания
- Орден «Знак Почёта» (1981 год)
- Орден Трудового Красного Знамени (1986 год)
- Благодарность Президента Российской Федерации (14 августа 1995 года) — за активное участие в подготовке и проведении празднования 50-летия Победы в Великой Отечественной войне 1941—1945 годов[24]
- Орден Дружбы (2 мая 1996 года) — за заслуги перед государством и многолетний добросовестный труд[25]
- Медаль «В память 850-летия Москвы» (1997 год)
- Благодарность Президента Российской Федерации (14 июня 1997 года) — за активное участие в подготовке и проведении благотворительной акции для детей военнослужащих, погибших в вооружённых конфликтах и чрезвычайных ситуациях[26]
- Почётная грамота Правительства Российской Федерации (29 сентября 1997 года) — за большой личный вклад в развитие столицы и в связи с 850-летием основания города Москвы[27]
- Почётная грамота Кабинета Министров Украины (6 сентября 1999 года) — за плодотворную общественную деятельность, значительный личный вклад в организацию женского движения, молодёжных объединений и по случаю 50-летия со дня рождения[28]
- Почётная грамота Президиума Верховной Рады Автономной Республики Крым (21 сентября 1999 года) — за значительные успехи в деле воспитания  подрастающего поколения, высокое профессиональное мастерство и большой вклад в укрепление межрегиональных связей между Правительством Москвы и Автономной Республикой Крым[29]
- Лауреат Национальной премии общественного признания достижений женщин «Олимпия» Российской Академии бизнеса и предпринимательства[30] в 2001 г.
- Медаль ордена «За заслуги перед Отечеством» II степени (2002 год)
- Орден княгини Ольги III степени (Украина, 6 декабря 2002 года) — за весомый личный вклад в развитие украинско-российского сотрудничества, активное участие в обеспечении проведения Года Украины в Российской Федерации[31]
- Благодарность Президента Российской Федерации (21 сентября 2003 года) — за активное участие в подготовке и проведении в Москве торжественного мероприятия, посвящённого Дню России[32]
- Заслуженный работник культуры Российской Федерации (24 августа 2004 года) — за заслуги в области культуры и многолетнюю плодотворную работу[33]
- Юбилейная медаль «Тынга 50 жыл» (Казахстан, 18 декабря 2004 года)[34]
- Орден преподобной Евфросинии, великой княгини Московской II степени (23 января 2008 года) — во внимание к усердным трудам и особый вклад в дело укрепления духовно-нравственных традиций в обществе[35][36]
- Орден «За заслуги перед Отечеством» III степени (12 ноября 2008 года) — за большой личный вклад в развитие социальной сферы города Москвы и многолетнюю добросовестную работу[37]
- Знак отличия «За заслуги перед Москвой» (Москва, 16 сентября 2009 года) — за значительный вклад в развитие социальной сферы столицы, многолетнюю плодотворную деятельность в интересах города и москвичей[38]
- Благодарность Мэра Москвы (19 декабря 2011 года) — за многолетнюю плодотворную работу в составе Правительства Москвы и большой личный вклад в развитие социальной сферы города[39]
- В рейтинге «100 самых влиятельных женщин России» журнала «Огонёк», опубликованном в марте 2014 года, заняла 23-е место[40]
- Почётная грамота Президента Российской Федерации (11 апреля 2014 года) — за достигнутые трудовые успехи, значительный вклад в социально-экономическое развитие Российской Федерации, заслуги в гуманитарной сфере, укреплении законности и правопорядка, активную законотворческую и общественную деятельность, многолетнюю добросовестную работу[41].
- Орден «За заслуги перед Отечеством» IV степени (21 июля 2014 года) — за активную законотворческую деятельность и многолетнюю добросовестную работу[42]
- Орден святой равноапостольной княгини Ольги Русской Православной Церкви
- Лауреат Международной премии имени К. С. Станиславского
- Императорский Орден Святой Великомученицы Анастасии (12 июля 2013 года, Российский Императорский Дом) — в воздаяние заслуг перед Отечеством и во свидетельство особого НАШЕГО благоволения[43]
- Почётный доктор Российского государственного социального университета (2001)[44].

## Память
Имя Людмилы Ивановны Швецовой носит Научно-практический центр медико-социальной реабилитации инвалидов в Москве.